# Anatole Delassus
Anatole Delassus, né le 8 janvier 2001, est un kayakiste français.

## Biographie
Anatole Delassus est médaillé d'argent en slalom extrême aux Championnats du monde de slalom 2022 à Augsbourg.